# Boto (Lumbang)
Boto is een bestuurslaag in het regentschap Probolinggo van de provincie Oost-Java, Indonesië. Boto telt 3878 inwoners (volkstelling 2010).